# Дискография Garbage
Дискография группы Garbage состоит из семи студийных альбомов, двух сборников, тридцати восьми синглов, тридцати пяти видеоклипов и трёх видеоальбомов.
Garbage (произносится га́рбидж, в переводе с англ. — «мусор») — шотландско-американская рок-группа, образованная в США в городе Мэдисон в 1994 году. В состав группы входят шотландская певица Ширли Мэнсон (вокал, гитара, клавишные) и американские музыканты Стив Маркер (гитара, клавишные), Дюк Эриксон (бас-гитара, клавишные, гитара, перкуссия) и Бутч Виг (ударные, перкуссия). Garbage являются одной из наиболее успешных рок-групп 1990-х годов. Всего в мире продано более 17 миллионов экземпляров её альбомов.
В 1995—1996 годы Garbage выпустили ряд успешных синглов, в том числе «Queer» и «Only Happy When It Rains», принёсшие группе мировую известность. Дебютный студийный альбом Garbage стал хитом продаж и получил платиновый статус в Великобритании, США и Австралии. В 1996 году в поддержку альбома состоялось масштабное мировое турне, во время которого группа получила награду «MTV Europe Music Awards» в категории «Лучший дебют».
В 1998 году выходит второй альбом Garbage Version 2.0, который возглавил британский чарт и был номинирован на две премии «Грэмми» в категориях «Лучший альбом года» и «Лучший рок-альбом». Во время гастрольного тура группа записала песню «The World Is Not Enough», специально для девятнадцатого фильма о Джеймсе Бонде И целого мира мало.
В 2001 году был выпущен третий студийный альбом группы Beautiful Garbage. Диск не смог превзойти успехов своих предшественников и получил неоднозначные отзывы от критиков и фанатов группы, хотя и попал в 10-ку лучших альбомов года журнала Rolling Stone. В 2005 году выходит четвёртый альбом Bleed Like Me, достигший высоких мест в чартах Великобритании и США и получивший золотой статус в Австралии. Но концертный тур в поддержку пластинки был прерван почти в самом начале, а музыканты объявили о «бессрочном отпуске», подчеркнув, что группа не распалась. В течение 2006 года участники группы занимались сторонними проектами.
Творческий перерыв Garbage завершился в 2007 году, когда группа выпустила сборник лучших хитов Absolute Garbage. Осенью 2010 года музыканты начали работу над новым материалом. 14 мая 2012 года на собственном независимом лейбле группы Stunvolume Records состоялся релиз пятого студийного альбома группы Not Your Kind of People, за которым последовало мировое турне.

## Альбомы

### Студийные альбомы
| Год                          | Детали | Позиции в чартах | Позиции в чартах | Позиции в чартах | Позиции в чартах | Позиции в чартах | Позиции в чартах | Позиции в чартах | Позиции в чартах | Позиции в чартах | Позиции в чартах | Сертификации |
| Год                          | Детали | US               | AUS              | AUT              | BEL              | CAN              | FIN              | FRA              | NZ               | NOR              | UK               | Сертификации |
| ---------------------------- | --- | ---------------- | ---------------- | ---------------- | ---------------- | ---------------- | ---------------- | ---------------- | ---------------- | ---------------- | ---------------- | --- |
| 1995                         | Garbage - Релиз: 7 августа 1995 - Лейблы: Mushroom Records UK, Almo Sounds, BMG - Форматы: CD, CS, LP, MiniDisc                | 20               | 4                | —                | 34               | 61               | 23               | 16               | 1                | 30               | 6                | - UK: 2× Платиновый - AUS: 2× Платиновый - CAN: 2× Платиновый - US: 2× Платиновый - FRA: Золотой - SIN: Золотой - NZ: 2× Платиновый - IRE: Золотой - DEN: Золотой                                             |
| 1998                         | Version 2.0 - Релиз: 11 мая 1998 - Лейблы: Mushroom Records UK, Almo Sounds, BMG - Форматы: CD, CS, LP, MiniDisc               | 13               | 5                | 4                | 3                | 2                | 6                | 1                | 1                | 4                | 1                | - UK: 2× Платиновый - AUS: Платиновый - CAN: Платиновый - US: Платиновый - EU: Платиновый - SWE: Золотой - FRA: 2× Золотой - NZ: Платиновый - IRE: Платиновый - SPA: Платиновый - BEL: Золотой - POR: Золотой |
| 2001                         | Beautiful Garbage - Релиз: 1 октября 2001 - Форматы: CD, CS, LP, MiniDisc - Лейблы: Mushroom Records UK, Interscope, BMG       | 13               | 1                | 9                | 9                | 6                | 4                | 3                | 2                | 7                | 6                | - UK: Золотой - AUS: 3× Платиновый - CAN: Золотой - NZ: Золотой - FRA: Золотой - ITA: Золотой - POR: Серебряный                                                                                               |
| 2005                         | Bleed Like Me - Релиз: 11 апреля 2005 - Лейблы: Warner Music, A&E Records, Geffen, BMG - Форматы: CD, CS, цифровая дистрибуция | 4                | 4                | 17               | 12               | 9                | 18               | 6                | 25               | 26               | 4                | - AUS: Золотой - UK: Серебряный |
| 2012                         | Not Your Kind of People - Релиз: 14 мая 2012 - Лейблы: Stunvolume - Форматы: CD, цифровая дистрибуция                          | 13               | 8                | 39               | 28               | 17               | 46               | 15               | 32               | —                | 10               | |
| 2016                         | Strange Little Birds - Релиз: 10 июня 2016 - Лейблы: Stunvolume - Форматы: CD, LP, цифровая дистрибуция                        | 14               | 9                | 17               |                  | 69               |                  | 23               | 18               |                  | 17               | |
| 2021                         | No Gods No Masters - Релиз: 11 июня 2021 - Лейблы: Stunvolume / Infectious Music - Форматы: CD, LP, цифровая дистрибуция       |                  |                  |                  |                  |                  |                  |                  |                  |                  |                  | |
| «—» не занимал места чартах. | |                  |                  |                  |                  |                  |                  |                  |                  |                  |                  | |

### Сборники
| Год                            | Детали | Позиции в чартах | Позиции в чартах | Позиции в чартах | Позиции в чартах | Позиции в чартах | Позиции в чартах | Позиции в чартах |
| Год                            | Детали | US               | AUS              | BEL              | IRL              | SPA              | SWI              | UK               |
| ------------------------------ | --- | ---------------- | ---------------- | ---------------- | ---------------- | ---------------- | ---------------- | ---------------- |
| 1996                           | Garbage Video - Релиз: 26 ноября 1996 - Лейблы: Almo Sounds, Mushroom, BMG - Форматы: VHS, VCD - Также известен как Home Video                               | 10               | —                | —                | —                | —                | —                | —                |
| 2002                           | Special Collection - Релиз: 6 февраля 2002 - Лейбл: Sony Music Japan - Формат: CD - Вышел только в Японии - Мини-альбом Бисайды, ремиксы и концертные записи | —                | —                | —                | —                | —                | —                | —                |
| 2007                           | Absolute Garbage - Релиз: 23 июля 2007 - Лейблы: A&E Records, Almo Sounds, Geffen, UMe - Форматы: CD, DVD - Сборник лучших песен                             | 68               | 18               | 38               | 22               | 59               | 77               | 11               |
| «—» не занимал позиции чартах. | |                  |                  |                  |                  |                  |                  |                  |

## Синглы
| Год                              | Сингл                                               | Позиции в чартах | Позиции в чартах | Позиции в чартах | Позиции в чартах | Позиции в чартах | Позиции в чартах | Позиции в чартах | Позиции в чартах | Позиции в чартах | Позиции в чартах | Позиции в чартах | Сертификации   | Альбом                                |
| Год                              | Сингл                                               | US Mod           | US               | GER              | EU               | AUS              | CAN              | IRL              | NLD              | NZ               | SWI              | UK               | Сертификации   | Альбом                                |
| -------------------------------- | --------------------------------------------------- | ---------------- | ---------------- | ---------------- | ---------------- | ---------------- | ---------------- | ---------------- | ---------------- | ---------------- | ---------------- | ---------------- | -------------- | ------------------------------------- |
| 1995                             | «Vow»                                               | 26               | 97               | —                | —                | 32               | —                | —                | —                | 41               | —                | 138              |                | Garbage                               |
| 1995                             | «Subhuman»                                          | —                | —                | —                | —                | —                | —                | —                | —                | —                | —                | 50               |                | самостоятельный сингл                 |
| 1995                             | «Only Happy When It Rains»                          | 16               | 55               | —                | —                | 80               | 79               | —                | 36               | 38               | —                | 29               |                | Garbage                               |
| 1995                             | «Queer»                                             | 12               | 57               | —                | —                | 55               | —                | —                | —                | 37               | —                | 13               |                | Garbage                               |
| 1996                             | «Stupid Girl»                                       | 2                | 24               | —                | —                | 47               | 30               | 16               | —                | 32               | —                | 4                |                | Garbage                               |
| 1996                             | «Supervixen»                                        | —                | —                | —                | —                | —                | —                | —                | —                | —                | —                | —                |                | Garbage                               |
| 1996                             | «Milk»                                              | —                | 106              | 84               | —                | 44               | —                | —                | —                | 50               | —                | 10               |                | Garbage                               |
| 1996                             | «#1 Crush»                                          | 1                | 29               | —                | —                | —                | —                | —                | —                | —                | —                | —                |                | саундтрек к фильму Ромео + Джульетта  |
| 1998                             | «Push It»                                           | 5                | 52               | 88               | —                | 31               | —                | 26               | 77               | 15               | —                | 9                |                | Version 2.0                           |
| 1998                             | «I Think I'm Paranoid»                              | 6                | 70               | 98               | —                | 57               | —                | —                | 94               | 19               | —                | 9                |                | Version 2.0                           |
| 1998                             | «Special»                                           | 11               | 52               | —                | —                | 54               | 62               | —                | —                | —                | —                | 15               |                | Version 2.0                           |
| 1999                             | «The Trick Is to Keep Breathing»                    | —                | —                | —                | —                | —                | —                | —                | —                | —                | —                | —                |                | Version 2.0                           |
| 1999                             | «When I Grow Up»                                    | 23               | 4                | —                | —                | 22               | —                | 28               | —                | 24               | —                | 9                |                | Version 2.0                           |
| 1999                             | «You Look So Fine»                                  | —                | —                | —                | —                | —                | —                | —                | —                | —                | —                | 19               |                | Version 2.0                           |
| 1999                             | «Temptation Waits»                                  | —                | —                | —                | —                | —                | —                | —                | —                | —                | —                | —                |                | Version 2.0                           |
| 1999                             | «The World Is Not Enough»                           | —                | —                | 38               | —                | —                | —                | 30               | 48               | —                | 16               | 11               |                | саундтрек к фильму И целого мира мало |
| 2001                             | «Androgyny»                                         | —                | —                | 93               | —                | 21               | 19               | 39               | 71               | 17               | 67               | 24               |                | Beautiful Garbage                     |
| 2002                             | «Cherry Lips»                                       | —                | —                | —                | —                | 7                | —                | 27               | 80               | 22               | 85               | 22               | - AUS: Золотой | Beautiful Garbage                     |
| 2002                             | «Breaking Up the Girl»                              | —                | —                | —                | —                | 19               | —                | —                | —                | —                | —                | 27               |                | Beautiful Garbage                     |
| 2002                             | «Shut Your Mouth»                                   | —                | —                | —                | —                | 74               | —                | —                | —                | —                | —                | 20               |                | Beautiful Garbage                     |
| 2005                             | «Why Do You Love Me»                                | 8                | 94               | 63               | 22               | 19               | 12               | 27               | 100              | —                | 75               | 7                |                | Bleed Like Me                         |
| 2005                             | «Bleed Like Me»                                     | 27               | 6                | —                | —                | —                | —                | —                | —                | —                | —                | —                |                | Bleed Like Me                         |
| 2005                             | «Sex Is Not the Enemy»                              | —                | —                | —                | 78               | —                | —                | —                | —                | —                | —                | 24               |                | Bleed Like Me                         |
| 2005                             | «Run Baby Run»                                      | —                | —                | 97               | —                | 47               | —                | —                | —                | —                | —                | —                |                | Bleed Like Me                         |
| 2007                             | «Tell Me Where It Hurts»                            | —                | —                | —                | —                | —                | —                | —                | —                | —                | —                | 50               |                | Absolute Garbage                      |
| 2012                             | «Blood for Poppies»                                 | 17               | —                | —                | —                | —                | —                | —                | —                | —                | —                | —                |                | Not Your Kind of People               |
| 2012                             | «Battle in Me»                                      | —                | —                | —                | —                | —                | —                | —                | —                | —                | —                | —                |                | Not Your Kind of People               |
| 2012                             | «Big Bright World»                                  | —                | —                | —                | —                | —                | —                | —                | —                | —                | —                | —                |                | Not Your Kind of People               |
| 2012                             | «Control»                                           | —                | —                | —                | —                | —                | —                | —                | —                | —                | —                | —                |                | Not Your Kind of People               |
| 2013                             | «Because the Night» (вместе с Screaming Females)    | —                | —                | —                | —                | —                | —                | —                | —                | —                | —                | —                |                |                                       |
| 2014                             | «Girls Talk» (c Броди Даль)                         | —                | —                | —                | —                | —                | —                | —                | —                | —                | —                | —                |                |                                       |
| 2015                             | «The Chemicals» (c Брайаном Обертом)                | —                | —                | —                | —                | —                | —                | —                | —                | —                | —                | —                |                |                                       |
| 2016                             | «Empty»                                             | 39               | —                | —                | —                | —                | —                | —                | —                | —                | —                | —                |                | Strange Little Birds                  |
| 2017                             | «No Horses»                                         | —                | —                | —                | —                | —                | —                | —                | —                | —                | —                | —                |                |                                       |
| 2018                             | «Destroying Angels» (c Джоном До и Эксин Червенкой) | —                | —                | —                | —                | —                | —                | —                | —                | —                | —                | —                |                |                                       |
| 2021                             | «The Men Who Rule the World»                        | —                | —                | —                | —                | —                | —                | —                | —                | —                | —                | —                |                | No Gods No Masters                    |
| 2021                             | «No Gods No Masters»                                | —                | —                | —                | —                | —                | —                | —                | —                | —                | —                | —                |                | No Gods No Masters                    |
| 2021                             | «Wolves»                                            | —                | —                | —                | —                | —                | —                | —                | —                | —                | —                | —                |                | No Gods No Masters                    |
| «—» не занимал позиции в чартах. |                                                     |                  |                  |                  |                  |                  |                  |                  |                  |                  |                  |                  |                |                                       |

## Другие записи

### Песни
| Год  | Песня                               | Альбом                                                      |
| ---- | ----------------------------------- | ----------------------------------------------------------- |
| 1996 | «Kick My Ass»                       | Sweet Relief II: Gravity of the Situation                   |
| 2002 | «I Just Wanna Have Something to Do» | We're a Happy Family: A Tribute to Ramones                  |
| 2008 | «All the Good in This Life»         | Songs for Tibet: The Art of Peace                           |
| 2008 | «Witness to Your Love»              | Give.Listen.Help                                            |
| 2011 | «Who’s Gonna Ride Your Wild Horses» | AHK-toong BAY-bi Covered                                    |
| 2017 | «Where Do the Children Play?»       | Music to Inspire — Artists United Against Human Trafficking |
| 2018 | «Starman»                           | The Howard Stern Tribute to David Bowie                     |

### Ремиксы
| Год  | Исполнитель          | Песня           |
| ---- | -------------------- | --------------- |
| 1999 | Fun Lovin’ Criminals | «Korean Bodega» |

Garbage также делали ремиксы на некоторые собственные композиции, в то время как барабанщик группы Бутч Виг создаёт ремиксы для других исполнителей.

### Концертные записи
| Год  | Название                   | Записан                                                           | Релиз                                        |
| ---- | -------------------------- | ----------------------------------------------------------------- | -------------------------------------------- |
| 1999 | «Dumb»                     | 28 июня 1998, Фестиваль в Роскилле                                | Version 2.0 Специальное издание              |
| 1999 | «Stupid Girl»              | 28 июня 1998, Фестиваль в Роскилле                                | Version 2.0 Специальное издание              |
| 1999 | «Temptation Waits»         | 28 июня 1998, Фестиваль в Роскилле                                | Version 2.0 Специальное издание              |
| 1999 | «Vow»                      | 28 июня 1998, Фестиваль в Роскилле                                | Version 2.0 Специальное издание              |
| 1999 | «When I Grow Up»           | 28 июня 1998, Фестиваль в Роскилле                                | «When I Grow Up» (Live at Roskilde)          |
| 1999 | «Special»                  | 1 октября 1998, RIMAC Arena, Сан-Диего                            | Launch #23                                   |
| 1999 | «Only Happy When It Rains» | 26 октября 1998, Филадельфия                                      | Sonic Sessions: Volume 3 (Y100)              |
| 1999 | «Stupid Girl»              | 12 декабря 1998, Лос-Анджелес                                     | The Best of KROQ's Almost Acoustic Christmas |
| 2000 | «I Think I’m Paranoid»     | 23 сентября 1998, Сиэтл                                           | The End Sessions (KNDD)                      |
| 2002 | «Wild Horses»              | Beautiful Garbage tour, 2002                                      | «Shut Your Mouth»                            |
| 2002 | «Only Happy When It Rains» | Beautiful Garbage tour, 2002                                      | «Shut Your Mouth»                            |
| 2003 | «Special»                  | 20 марта 1999, Saturday Night Live                                | Saturday Night Live: 25 Years of Music (DVD) |
| 2003 | «I Think I’m Paranoid»     | 14 мая 1999, Later... with Jools Holland                          | Later… Louder with Jools Holland (DVD)       |
| 2003 | «Shut Your Mouth»          | 26 августа 2002, The Kerrang! Awards 2002                         | Kerrang! The DVD                             |
| 2005 | «Cherry Lips»              | Beautiful Garbage tour, 2002                                      | Bleed Like Me (Australian Tour Edition)      |
| 2005 | «Only Happy When It Rains» | 13 мая 2005, Future, Атланта                                      | Live X 10: Recently & Relived (99x)          |
| 2005 | «Only Happy When It Rains» | 14 мая 1999, Later… with Jools Holland                            | Later With Jools Holland — Even Louder (DVD) |
| 2005 | «Only Happy When It Rains» | 8 сентября 2005, Ex'pression College for Digital Arts, Эмеривилль | Stripped Down/Unplugged: Volume III (KCNL)   |
| 2006 | «Special»                  | 9 мая 2002, Riviera Theatre для XRT Sunday Night Concert, Чикаго  | ONXRT: Live From the Archives Vol 9 (WXRT)   |

## Видеоклипы
| Год  | Название                             | Режиссёр         |
| ---- | ------------------------------------ | ---------------- |
| 1995 | «Vow»                                | Сэмюэль Бейер    |
| 1995 | «Queer»                              | Стефан Седноуи   |
| 1996 | «Only Happy When It Rains»           | Сэмюэль Бейер    |
| 1996 | «Stupid Girl»                        | Сэмюэль Бейер    |
| 1996 | «Milk»                               | Стефан Седнои    |
| 1998 | «Push It»                            | Андреа Джакоббе  |
| 1998 | «I Think I’m Paranoid»               | Мэтью Ролстон    |
| 1998 | «Special»                            | Даун Шэдфорт     |
| 1998 | «When I Grow Up (Live version)»      | Софи Мюллер      |
| 1998 | «The Trick Is to Keep Breathing»     | Софи Мюллер      |
| 1999 | «You Look So Fine»                   | Стефан Седноуи   |
| 1999 | «When I Grow Up (Big Daddy version)» | Софи Мюллер      |
| 1999 | «The World Is Not Enough»            | Филипп Штольц    |
| 2001 | «Androgyny»                          | Дон Кэмерон      |
| 2001 | «Cherry Lips»                        | Джозеф Кан       |
| 2002 | «Breaking Up the Girl»               | Фрэнсис Лоуренс  |
| 2002 | «Shut Your Mouth (Animated version)» | Генри Мур Шелдер |
| 2002 | «Shut Your Mouth (Live version)»     | Эллиот Шафер     |
| 2005 | «Why Do You Love Me»                 | Софи Мюллер      |
| 2005 | «Bleed Like Me»                      | Софи Мюллер      |
| 2005 | «Sex Is Not the Enemy»               | Софи Мюллер      |
| 2005 | «Run Baby Run»                       | Софи Мюллер      |
| 2007 | «Tell Me Where It Hurts»             | Софи Мюллер      |
| 2012 | «Blood for Poppies»                  | Мэт Ирвин        |
| 2012 | «Big Bright World»                   | Джули Орсер      |
| 2013 | «Because the Night»                  | Софи Мюллер      |
| 2014 | «Girls Talk»                         | Софи Мюллер      |
| 2015 | «The Chemicals»                      | Софи Мюллер      |
| 2016 | «Empty»                              | Сэмюэль Бейер    |
| 2016 | «Magnetized»                         | Скотт Стаки      |
| 2017 | «No Horses»                          | Скотт Стаки      |
| 2021 | «The Men Who Rule the World»         | Хави Ми Амор     |
| 2021 | «No Gods No Masters»                 | Скотт Стаки      |
| 2021 | «Wolves»                             | Хави Ми Амор     |
| 2021 | «The Creeps»                         | Хави Ми Амор     |

### Комментарии
1. ↑  "Girls Talk" did not enter the Billboard Hot 100, but peaked at number 10 on the Hot Singles Sales chart.[56]